# Урочище

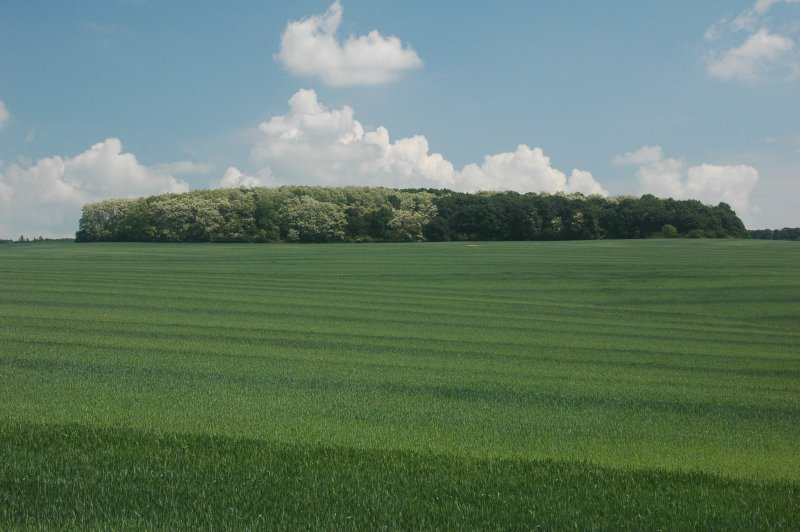
Урочище «На Козах», Замчиско (Словаччина)

Урочище — у широкому розумінні, народна назва будь-якої місцевості, відмінної від інших.

## Опис
Урочищем може стати будь-яка частина місцевості, яка відрізняється від інших ділянок навколишньої місцевості. Наприклад, це може бути лісовий масив серед поля, болото або щось подібне, а також ділянка місцевості, що є природною межею між чим-небудь. Урочищем іноді називають і окремо розташовані невеликі населені пункти, оскільки вони виділяються на навколишній місцевості. 
На радянських і українських топографічних картах термін «урочище» використовується для позначення територій колишніх населених пунктів, на яких не збереглася забудова. У минулому багато істориків і географів (зокрема, П. А. Гільтебрандт) зараховували до «урочищ» будь-які населені пункти. 
У фізичній географії урочище — це закономірно складена група однорідних ділянок природи (фацій), яка відособлена більш-менш чіткими природними або антропогенними межами. Це з нижчих одиниць фізико-географічного районування, морфологічна частина географічного ландшафту (гора, западина тощо). Підрозділяється на фації, які характерні однорідним субстратом. 
Урочища, що мають важливе наукове, природоохоронне й естетичне значення, з метою збереження їх у природному стані, можуть оголошуватися заповідними (див. Заповідне урочище).

## Галерея

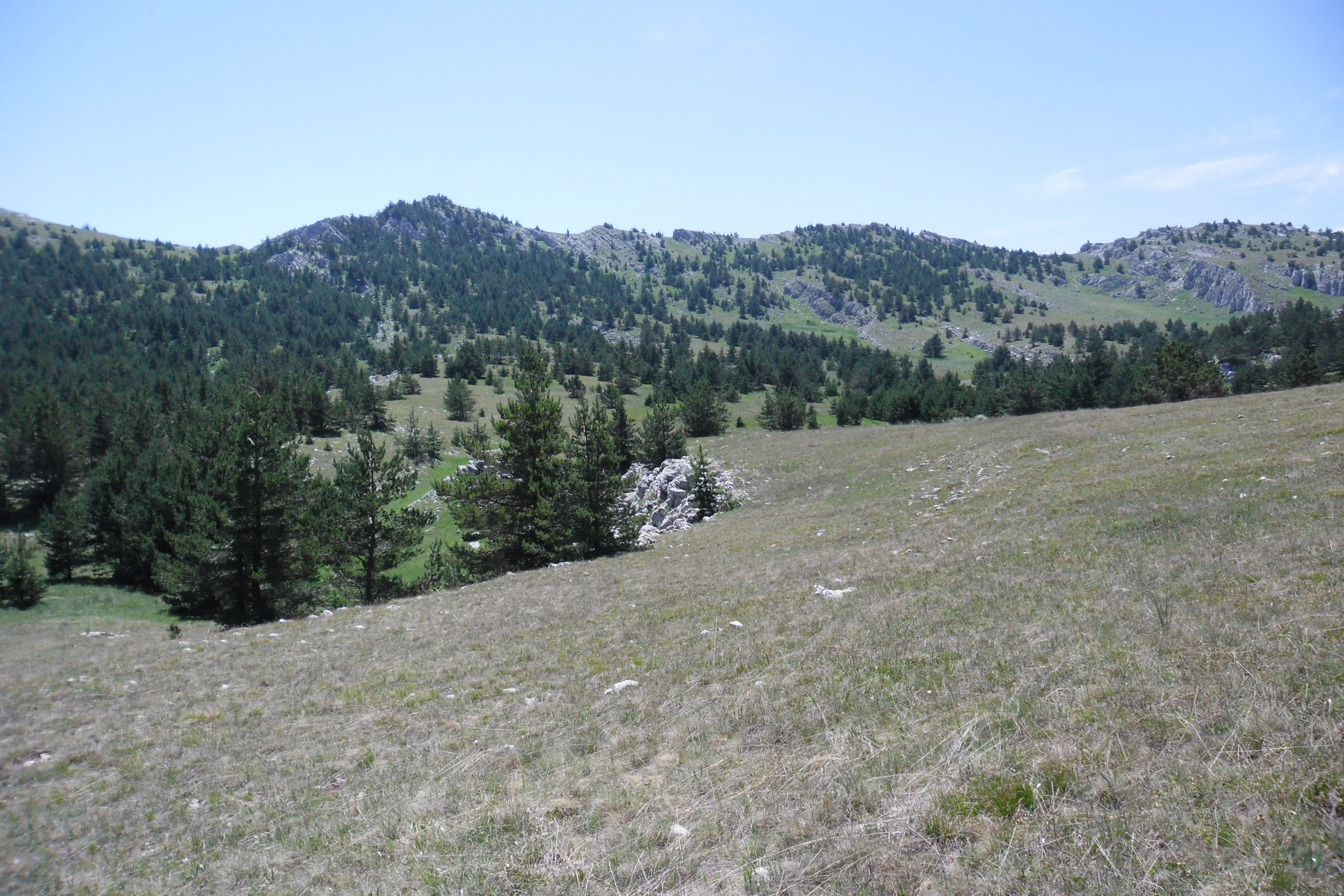
Урочище Дупля, Крим
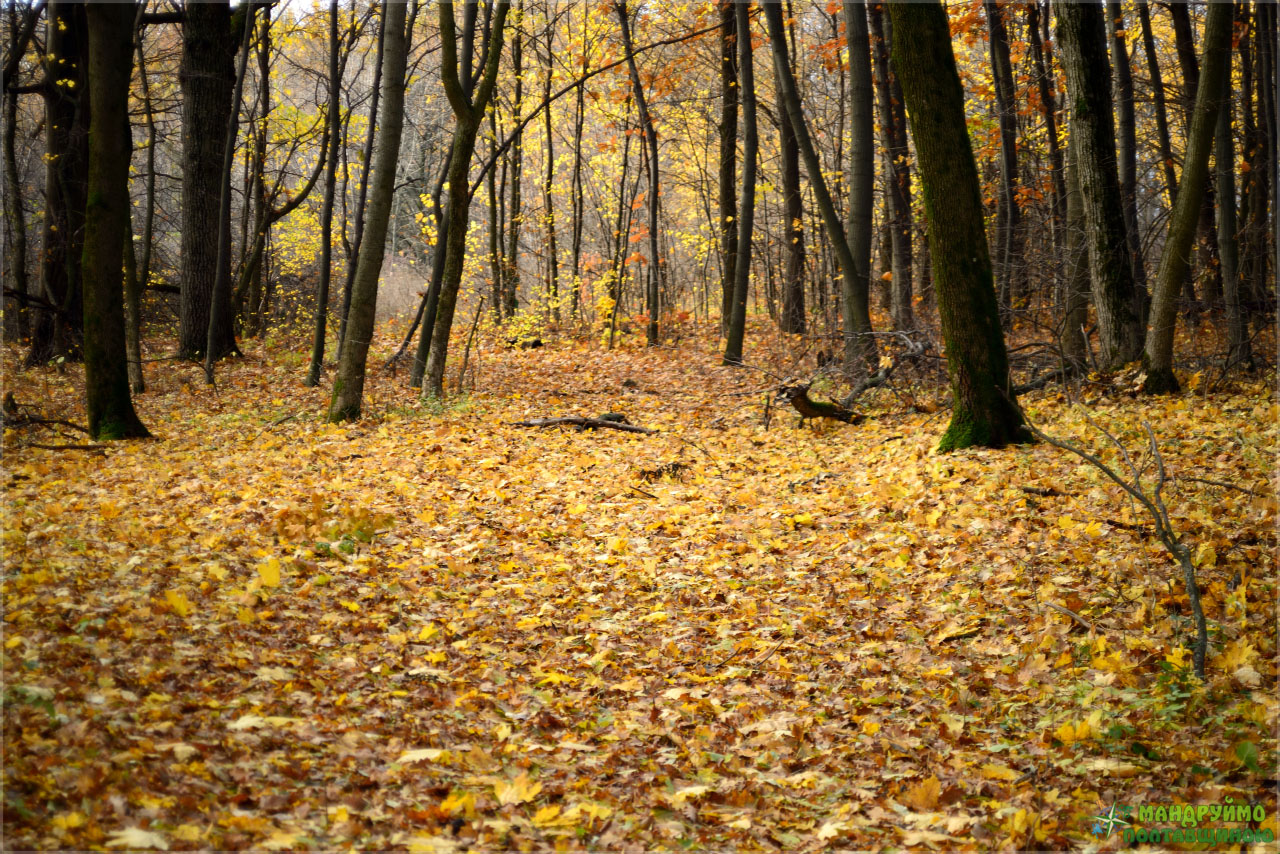
Панорама Парасоцького урочища, Полтавщина